# Rolpalen Feerwerd
De rolpalen bij Feerwerd, in de Nederlandse provincie Groningen, zijn rijksmonumenten.

## Beschrijving
De rolpalen uit de tweede helft van de 19e eeuw werden geplaatst aan het jaagpad naast het Oldehoofsch kanaal bij Feerwerd. Dergelijke palen werden gebruikt als hulpmiddel bij het jagen van schepen.
De circa 180 cm hoge palen bestaan elk uit een ijzeren balk met I-profiel en een afgeschuinde top. De palen zijn geel geschilderd, de houten rollen zijn zwart. De geleidebeugels hebben aan de bovenzijde een sierkrul.

## Monumentenstatus
In 1967 werden de overbodig geworden rolpalen verwijderd en opgeslagen in een gemeenteloods. In 1974 werden ze echter weer teruggeplaatst omdat men ze beschouwde als een blijvende herinnering aan het verleden. De rolpalen werden in 1998 als rijksmonument in het monumentenregister ingeschreven. Ze worden beschouwd als van algemeen cultuurhistorisch belang; als herinnering aan de bloeiende trekvaart uit de tweede helft van de 19e eeuw, vanwege de hoge mate van gaafheid, vanwege de ruimtelijke-visuele en functionele relatie met het kanaal en vanwege de redelijke mate van zeldzaamheid in de provincie Groningen.